# Alleanza sardo-francese
L'Alleanza sardo-francese (o Alleanza franco-piemontese) fu un patto militare stipulato dal Regno di Sardegna e dalla Francia nel gennaio del 1859. Confermò nella sostanza e modificò nei dettagli gli accordi di Plombières conclusi dal Presidente del Consiglio piemontese Cavour e da Napoleone III di Francia nel luglio del 1858.
L'alleanza stabilì l'aiuto militare della Francia al Regno di Sardegna in caso di aggressione austriaca e, nell'eventualità di una vittoria, la cessione al Regno di Sardegna del Lombardo Veneto austriaco. In cambio dispose la cessione dal Regno di Sardegna alla Francia della Savoia e di Nizza. Pose i presupposti per la seconda guerra di indipendenza.

## Da Plombières all'alleanza
Nei sei mesi che trascorsero dal 21 luglio 1858, giorno del colloquio di Plombières, al 26 gennaio 1859, giorno della firma dell'alleanza, il Regno di Sardegna e la Francia si spesero alacremente per ottenere ognuna il massimo dal trattato.

L'Imperatore Napoleone III di Francia aveva la necessità personale di rovesciare l'equilibrio creato in Europa dal  Congresso di Vienna, e Cavour l'esigenza di smuovere le acque per portare a compimento la liberazione del Lombardo-Veneto. Entrambe le pretese prevedevano, necessariamente, una guerra contro l'Austria.

### Il Principe Napoleone e la Russia
Per preparare il terreno all'alleanza, Napoleone III nel settembre del 1858 informò il cugino Principe Napoleone Giuseppe Bonaparte dei colloqui avuti a luglio con Cavour e lo inviò a Varsavia per incontrare lo Zar di Russia Alessandro II.
Il Principe Napoleone fu latore a Varsavia della proposta francese di un'intesa che impegnasse San Pietroburgo a vigilare sulla Prussia ed evitasse un attacco di quest'ultima alla Francia in caso di guerra in Italia. In cambio Parigi si impegnava a fare altrettanto contro la potenza colonialista avversaria della Russia in Asia: la Gran Bretagna.
Ai primi di ottobre del 1858 il Principe Napoleone informò l'incaricato di Cavour Costantino Nigra dell'esito della missione a Varsavia che, riteneva, pienamente favorevole. Con il passare del tempo, però, la Russia disattese le aspettative. Il governo di San Pietroburgo dapprima escluse ogni ipotesi di guerra contro la Prussia e poi, a causa del rifiuto francese a far decadere le clausole anti-russe del Congresso di Parigi, ben dopo la conclusione dell'alleanza sardo-francese (3 marzo 1859), promise alla Francia solo la sua benevola neutralità.

### Le richieste francesi al Piemonte

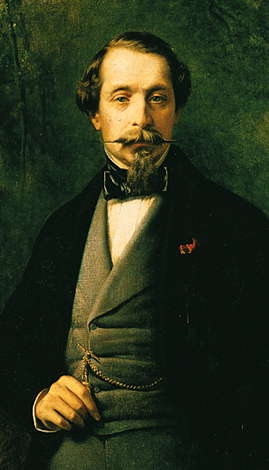
L’imperatore Napoleone III di Francia fu, con Cavour, il massimo sostenitore dell'alleanza.

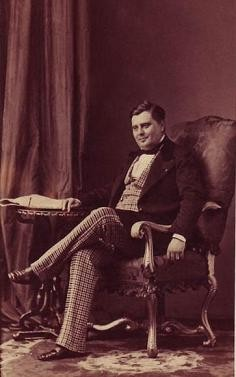
Il ministro degli Esteri francese Walewski era apertamente contrario all'alleanza.

Gli accordi di Plombières, su alcuni punti, anche di capitale importanza come la cessione di territori del Regno di Sardegna alla Francia, erano stati piuttosto vaghi.
Il 25 novembre 1858, Costantino Nigra, incaricato delle trattative da Cavour, apprese dai francesi che l'offerta di Plombières di un Regno dell'Alta Italia da porre sotto la corona sabauda era confermata, ma in cambio la Francia pretendeva sia la Savoia che Nizza. Il re di Sardegna Vittorio Emanuele II, inoltre, durante la campagna militare doveva rimanere al comando di Napoleone III e tutte le spese sostenute dalla Francia sarebbero state a carico del Piemonte. Cavour ne fu sconvolto. Ad aggravare la situazione, nei giorni successivi, pervenne al governo sardo il rifiuto di Parigi a contrarre prestiti con il Piemonte, mentre le proteste di Torino venivano accolte solo sul ruolo di Vittorio Emanuele II in guerra, per il quale Cavour ottenne «le più soddisfacenti assicurazioni».

### La posizione della Gran Bretagna
Altre difficoltà per il Piemonte si profilavano tuttavia all'orizzonte. L'Impero britannico, avversario della Russia in Asia centrale, era favorevole all'Austria che contrastava la Russia nei Balcani. Per questo motivo l'ostilità della Regina Vittoria ad un'alleanza sardo-francese, che avrebbe inevitabilmente messo l'Austria in difficoltà, era chiara e netta.
Il 9 dicembre 1858 la Regina d’Inghilterra, impensierita dai disegni dell'imperatore Napoleone III sull'Italia, scriveva al suo Ministro degli Esteri, Conte di Malmesbury: «Tutto ciò che si può fare per distogliere il pensiero dell'Imperatore da un simile disegno, dovrebbe essere fatto. Egli non vuole riflettere su ciò che fa e non vede se non quel che desidera».
Né si rivelò maggiormente favorevole il sistema creditizio britannico, i cui banchieri si rifiutarono di finanziare il Piemonte e rivelarono al Principe Alberto, consorte della regina, che Cavour era «Bankrupt and desperate» (tradotto dall'inglese: “in bancarotta e disperato”).

### Le resistenze francesi e Cavour
Nonostante le intenzioni di Napoleone III, in Francia una guerra per l'Italia non godeva di un'eccessiva popolarità. Gli aristocratici soprattutto erano ostili: un'avversione disdegnosa traspariva dai circoli borbonici, più aggressiva e battagliera invece l'ostilità degli ambienti orleanisti. Tutti con la preoccupazione che Cavour mirasse a Roma.

Sfavorevole era anche l'ambiente finanziario, mentre solo i repubblicani, benché comunque avversari di Napoleone III, avevano simpatie per la causa italiana.
Anche fra i politici si registrò una notevole resistenza: il Ministro degli Esteri francese Alessandro Walewski fu informato in termini generici da Napoleone III ai primi di dicembre del 1858 e in risposta offrì le dimissioni. Convinto a ritirarle, fece di tutto per evitare alla Francia la guerra, pericolosa a suo parere, sia per il regime che per il Paese.

Sull'altro fronte, subito dopo Natale, Cavour riuscì a superare le ultime resistenze di Vittorio Emanuele a concedere la mano della figlia Maria Clotilde al cugino di Napoleone III, il Principe Napoleone. Matrimonio fortemente voluto dall'imperatore francese che ne aveva confermato il desiderio a Plombières.
Intanto Napoleone III, il 24 dicembre 1858, aveva scritto una lunga lettera a Walewski per persuaderlo della necessità dell'alleanza con il Piemonte e della guerra con l'Austria. Nella nota l'imperatore assicurava che dopo la vittoria sull'Austria e aver acquisito Savoia e Nizza, la Francia avrebbe ottenuto alleati in Italia e sul Reno, mentre anche il Belgio e la Svizzera sarebbero rientrati nella sua sfera d'influenza. A quel punto, con i suoi nemici storici divisi, la Francia, liberatrice e civilizzatrice di popoli, avrebbe potuto ottenere ciò che essa avrebbe ritenuto più giusto e abolire per sempre i trattati del 1815.

### Il discorso di Vittorio Emanuele II

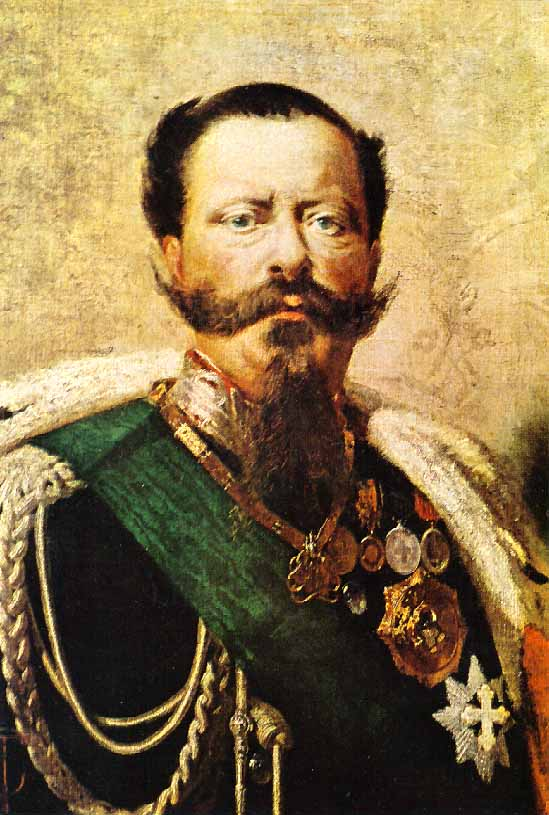
Il Re di Sardegna Vittorio Emanuele II il cui discorso del 10 gennaio 1859 diede un impulso decisivo alla conclusione dell'alleanza

Nonostante la segretezza del colloquio di Plombières, notizie filtrate sulle trattative di un'alleanza e di una guerra all'Austria, si andavano diffondendo in modo sempre più capillare in Italia, fino a provocare una mobilitazione dell'opinione nazionale senza precedenti dal 1848.

La prova definitiva che qualcosa si stesse muovendo fu un passo del “discorso della Corona” di Vittorio Emanuele II al parlamento piemontese il 10 gennaio 1859. La frase, suggerita da Napoleone III, fu: «Noi non possiamo restare insensibili alle grida di dolore che vengono fino a noi da tante parti d'Italia». A significare che ormai il Piemonte si assumeva il ruolo di difensore degli italiani oppressi e di promotore dell'unità nazionale.
Nove giorni prima, intanto, Napoleone III aveva preparato il terreno. In occasione del ricevimento di Capodanno alle delegazioni straniere, l'imperatore si era avvicinato all'ambasciatore austriaco e inaspettatamente e in tono severo aveva pronunciato le seguenti parole: «A me duole che le nostre relazioni non siano più così buone come io desideri che fossero, ma vi prego di scrivere a Vienna che i miei sentimenti personali per l'Imperatore sono sempre gli stessi». Nel linguaggio diplomatico dell'epoca significava voler aprire una crisi politica. Le parole ebbero una eco immensa.
Londra, tuttavia, non demordeva. Dopo il discorso di Vittorio Emanuele II, il 13 gennaio 1859, Il Ministro degli Esteri inglese Malmesbury, trasmise al suo ambasciatore a Torino: «[…] Vi invito a rappresentare al conte di Cavour la terribile responsabilità a cui egli, senza essere assalito da alcuno Stato straniero, e senza che il suo onore sia in causa, va inevitabilmente incontro col provocare, come fa, una guerra europea, ponendo in bocca al suo sovrano parole di conforto ai sudditi di altre potenze, scontente dei propri governi».

## Il trattato di alleanza
Le dichiarazioni di Napoleone III e di Vittorio Emanuele II non potevano, però, rimanere senza seguito. A Parigi si pensò in un primo tempo ad un trattato di amicizia da rendere pubblico con alcuni articoli segreti, ma poi si decise per un solo patto, destinato a rimanere interamente segreto. Il documento diplomatico venne diviso in tre parti: il Trattato di alleanza Offensiva e Difensiva, la Convenzione militare e la Convenzione finanziaria.

### Il testo del Trattato di alleanza
[…]

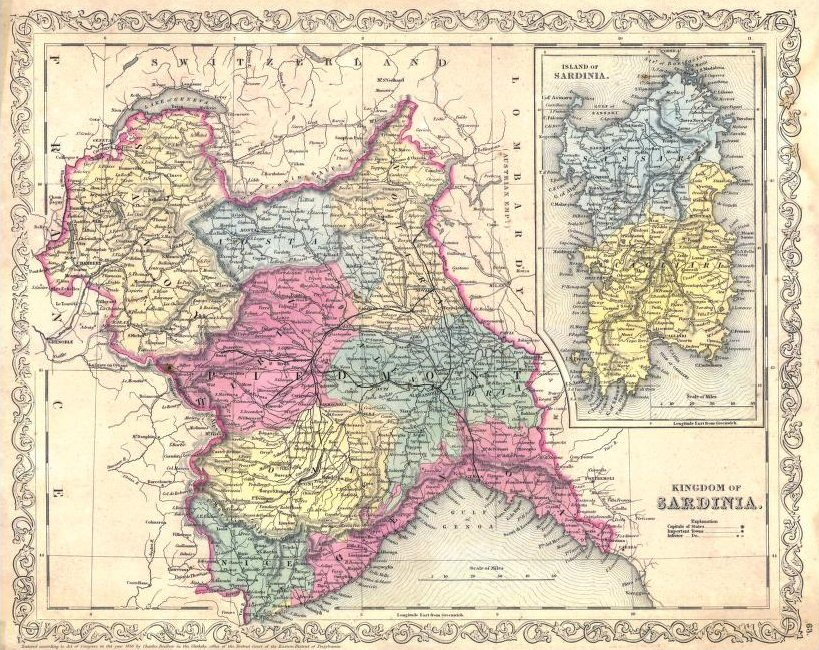
Carta in inglese del Regno di Sardegna nel 1856. Si noti in alto a sinistra in giallo la Savoia (Savoy) oggetto dell’Art. 3. del trattato di alleanza.

- Art. 1. Nel caso che in seguito ad un atto aggressivo dell'Austria la guerra venisse a scoppiare fra il Re di Sardegna e Sua Maestà l'Imperatore d'Austria, una Alleanza Offensiva e Difensiva sarà conclusa fra Sua Maestà l'Imperatore dei francesi e Sua Maestà il Re di Sardegna.
- Art. 2. Lo scopo dell'alleanza sarà di liberare l'Italia dall'occupazione austriaca, di soddisfare i voti delle popolazioni e di prevenire il ritorno di complicazioni che potrebbero dar luogo alla guerra e che mettono incessantemente in pericolo la tranquillità dell’Europa, costituendo, se l'esito della guerra lo permette, un Regno dell'Alta Italia di undici milioni di abitanti circa.[14][15][16]
- Art. 3. In nome dello stesso principio il Ducato di Savoia[17] e la provincia di Nizza saranno riuniti alla Francia.
- Art. 4. Quale sia per essere il corso degli avvenimenti ai quali la guerra potrà dar luogo, è stipulato espressamente, nell'interesse della religione cattolica, che la sovranità del Papa sarà mantenuta.
- Art. 5. Le spese della guerra saranno sopportate dal Regno dell'Alta Italia.
- Art. 6. Le Alte Parti contraenti si impegnano a non accogliere alcuna apertura né alcuna proposta mirante alla cessazione delle ostilità senza aver previamente deliberato in comune.[18]

### Il testo della Convenzione militare
Nel caso in cui […] si dovesse concludere fra le dette Maestà un'Alleanza Offensiva e Difensiva, la Convenzione militare, di cui seguono appresso le clausole, sarà annessa al trattato di alleanza offensiva e difensiva.
- Art. 1. Le forze degli alleati in Italia saranno portate a circa 300.000 uomini: 200.000 francesi, 100.000 sardi. Una flotta nell'Adriatico asseconderà le operazioni dell'armata di terra.
- Art. 2. Le Province italiane, successivamente occupate dalle forze alleate, saranno dichiarate in stato di assedio. I poteri pubblici verranno costituiti da Sua maestà il Re di Sardegna e funzioneranno a suo nome.
- Art. 3. L’unità del comando essendo una condizione indispensabile del successo, il comando in capo verrà esercitato da Sua Maestà l'Imperatore dei Francesi, e, in caso di assenza dell'Imperatore, da colui che egli designerà.
- Art. 4. L'incorporazione delle reclute e dei volontari nell'Armata Sarda verrà fatta in modo da non presentare al nemico che truppe istruite e ben disciplinate.
- Art. 5. L’Armata francese verrà approvvigionata sia per mezzo dei magazzini predisposti in precedenza, sia per mezzo di requisizioni eseguite sul luogo dalle autorità del paese, sia a mezzo di forniture fatte dagli abitanti, che saranno loro pagate in danaro.
- Art. 6. Genova sarà la grande piazza di deposito e di approvvigionamento dell’Armata francese. A tale scopo il Governo sardo metterà a disposizione dell’amministrazione francese tutti gli stabilimenti necessari per magazzini e ospedali.
- Art. 7. Le requisizioni eseguite sul luogo saranno valutate secondo le forme della contabilità francese. Dei Commissari sardi al seguito dell’Armata francese faciliteranno l’indennizzo di tali requisizioni, indicando il valore in base ai prezzi correnti del paese, e controlleranno la contabilità.[19]

### Il testo della Convenzione finanziaria
Nel caso in cui […] si dovesse concludere fra le dette Maestà un'Alleanza Offensiva e Difensiva, la Convenzione finanziaria, di cui seguono appresso le clausole, sarà annessa al trattato di alleanza offensiva e difensiva.
- Art. 1. Tutte le spese di guerra in Italia saranno rimborsate alla Francia mediante annualità equivalenti al decimo delle entrate di ogni natura percepite nel nuovo Regno dell'Alta Italia.
- Art. 2. Le forniture che verranno fatte dal Governo francese per le necessità dell’Armata sarda saranno verificate mediante buoni emessi dalle autorità sarde. Al momento del regolamento dei conti fra i due Governi, il valore delle varie forniture sarà determinato di comune accordo, e i buoni verranno scambiati come valore in moneta.
- Art. 3. Il prodotto delle imposte di guerra prelevate dalle autorità nelle provincie [sic] occupate sarà diviso in due parti uguali; l’una sarà versata nelle casse dell’esercito francese e conterà in deduzione delle spese di guerra; l’altra sarà destinata ai bisogni del paese e alle spese dell’esercito sardo. Commissari francesi constateranno l’esecuzione di queste stipulazioni.
- Art. 4. Una Commissione mista, composta di sette membri, liquiderà i debiti di guerra. Tre membri saranno nominati dal Governo francese. Tre membri saranno nominati dal Governo sardo. Un membro Presidente sarà nominato di comune accordo fra i due Governi.[20]

## La firma e gli avvenimenti successivi

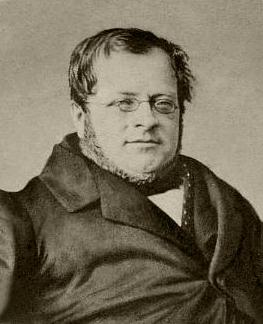
Camillo Benso, conte di Cavour

Il 26 gennaio 1859 la copia del trattato venne firmata da Napoleone III e dal suo Ministro degli Esteri Walewski a Parigi, e tra il 28 e il 29 da Vittorio Emanuele II e Cavour a Torino. Napoleone III volle però retrodatare i documenti (al 12 e al 16 dicembre) con l'intenzione di non presentare l'alleanza come un evento troppo vicino al matrimonio di suo cugino, il Principe Napoleone, con la figlia di Vittorio Emanuele, Maria Clotilde. L'unione dinastica, di cui i Bonaparte avevano tanto bisogno, fu celebrata il 30 gennaio, e la vicinanza di date avrebbe potuto far credere che la concessione del Re di Sardegna faceva parte del prezzo pagato dal Piemonte per l'alleanza.
Alla stipula dell'accordo seguì per Cavour un lungo e tormentato periodo, durante il quale il Primo ministro piemontese dovette affrontare una commissione parlamentare che lo interrogò segretamente sui dettagli dell'alleanza: Cavour negò che Savoia e Nizza fossero state oggetto di trattative.
Egli subì nuovi moniti dalla Gran Bretagna e la proposta russa di un congresso che, evitando la guerra, avrebbe vanificato tutto il lavoro diplomatico del Piemonte. Il sogno di unità nazionale di Cavour dipendeva paradossalmente da Vienna, dato che l'Art. 1 del trattato, come abbiamo visto, attivava l'alleanza con la Francia (e la guerra) solo in caso di un «atto aggressivo dell'Austria». Atto che finalmente si compì il 23 aprile con la consegna di un ultimatum che chiedeva la smobilitazione dell'esercito sardo. Seguirono il rifiuto del Piemonte e l'apertura delle ostilità (26 aprile) da parte dell'Austria contro la quale si schierò, onorando l'alleanza, la Francia: scoppiava la Seconda guerra di indipendenza.